# Degnan's Restaurant
Ne doit pas être confondu avec Degnan's Bakery.
Le Degnan's Restaurant – ou Degnan's Deli and Loft – est un bâtiment à Yosemite Village, dans le comté de Mariposa, en Californie, dans le sud-ouest des États-Unis. Protégé au sein du parc national de Yosemite, cette propriété du National Park Service abrite plusieurs services de restauration opérés par Aramark. 
Construit en 1958 dans le cadre de la Mission 66, le Degnan's Restaurant présente une architecture moderne remarquable. Il est d'ailleurs inscrit au Registre national des lieux historiques depuis le 5 septembre 2017.